# 안소르게붓털쥐
안소르게붓털쥐(Lophuromys ansorgei)는 쥐과 붓털쥐속에 속하는 설치류이다. 1896년 드 윈튼(de Winton)이 L. ansorgei로 기술했지만, 2000년 페르하헌(Walter Verheyen)과 디역스(Theo Diercxk), 훌셀만스(Jan Hulselmans)가 벨기에 왕립 자연사연구소 보고서를 통해 출판한 연구를 통해 별도의 종으로 처음 기술되었다.

## 분포
안소르게붓털쥐의 분포 지역은 완전히 알려지지 않았다. 페르하헌(Walter Verheyen) 등의 연구에 의하면, 콩고민주공화국 동부의 콩고강 하류 지역부터 동아프리카 우간다와 케냐 서부를 거쳐 탄자니아 동부 지역까지 분포한다. 그러나 안소르게붓털쥐 분포 지역이 콩고 중부림권 북부와 남부 가장자리를 따라 동아프리카에서 콩고강 하류 지역까지 뻗어 있는 지 아니면 콩고강 하류를 따라 이어지는 분포 지역이 역사적인 분포 지역인지는 여전히 미해결로 남아 있다.

## 분류학
1896년 니안자 주 무미아스에서 안소르게붓털쥐(L. ansorgei)가 처음 기술되었다. 보통 녹빛배붓털쥐에 포함되기도 하지만, 페르하헌 등이 연구를 통해 별도의 종으로 간주했다. 세계의 포유류 종(Mammal Species of the World)에서 2종의 아종(L. manteufeli (Matschie, 1911), L. pyrrhus (Heller, 1911))을 안소르게붓털쥐의 이명으로 간주하고 있다.